# Jan Fryta
Jan Fryta (ur. 19 czerwca 1935 w Białej, zm. 27 grudnia 2015 w Białej Podlaskiej) – pułkownik Wojska Polskiego.

## Młodość
Jan Fryta urodził się w Białej, powiat Wieluński. Do szkoły podstawowej uczęszczał w rodzinnej miejscowości, następnie uczył się w liceum handlowym w Wieluniu. W roku 1951 podjął pracę w Zakładzie Budownictwa Miejskiego w Jeleniej Górze. Od czerwca do września pracował w Wojewódzkim Przedsiębiorstwie Budowlanym w Gdyni, później był asystentem na kolei we Wrocławiu.

## Kariera lotnicza
26 października 1953 r. wstąpił do Oficerskiej Szkoły Lotniczej im. Żwirki i Wigury w Radomiu. Szkolenie zakończył 26 października 1956 r. i był promowany do stopnia podporucznika. Karierę pilota wojskowego rozpoczął w 3. pułku lotnictwa myśliwskiego we Wrocławiu, w którym od 27 lutego 1958 był starszym pilotem. Od 2 sierpnia 1960 r. służył w 58. pułku szkolno-bojowym w Dęblinie. Był kolejno: pilotem-instruktorem, od 23 września 1966 r. – dowódcą klucza lotniczego, a od 13 kwietnia 1968 r. – szefem strzelania powietrznego eskadry lotniczej.
W okresie od 30 września 1968 r. do 19 lipca 1971 r. studiował w Akademii Sztabu Generalnego Wojska Polskiego w Rembertowie.
Po studiach został zastępcą do spraw liniowych dowódcy 58. pułku szkolno-bojowego w Dęblinie (do 1 lutego 1973 r.). Takie samo stanowisko piastował, do 14 października 1974 r. w 61. lotniczym pułku szkolno-nojowym w Nowym Mieście nad Pilicą. Od 14 października 1974 r. był szefem strzelania powietrznego sekcji służb w 66. lotniczym pułku szkolnym w Tomaszowie Mazowieckim. 26 lipca 1976 r. objął stanowisko zastępcy do spraw liniowych dowódcy 38. lotniczego pułku szkolnego w Modlinie. Obowiązki zastępcy dowódcy pełnił do 28 stycznia 1979 r. Później został inspektorem szkolenia lotniczego wydziału służb w Komendzie Wyższej Oficerskiej Szkoły Lotniczej w Dęblinie.
17 czerwca 1980 r. przejął obowiązki dowódcy 58. pułku szkolno-bojowego w Dęblinie. W okresie od 8 września 1981 r. do 23 stycznia 1982 r. był zatwierdzonym dowódcą 58. pszb. 24 września 1982 r. objął stanowisko dowódcy 61 lotniczego pułku szkolno-bojowego w Białej Podlaskiej. W 1983 r. podczas piastowania stanowiska dowódcy pułku, w 1983 r. pułk został odznaczony Krzyżem Komandorskim Orderu Odrodzenia Polski, z okazji dwudziestopięciolecia jednostki. Warto nadmienić również, że w 1985 r. na lotnisku w Białej Podlaskiej, swój kurs ukończył Andrzej Błasik, późniejszy dowódca Sił Powietrznych, który zginął tragicznie 10 kwietnia 2010 w Smoleńsku. 25 lutego 1986 roku nastąpiła zmiana na stanowisku dowódcy, a Jan Fryta został starszym wykładowcą Katedry Taktyki w Oddziale Szkolenia Wyższej Oficerskiej Szkoły Lotniczej w Dęblinie. 5 listopada 1986 r. został przeniesiony do rezerwy.
Był pilotem trzeciej klasy. W powietrzu, jako pilot, spędził 5047 godzin. Trzykrotnie się katapultował.

## Życie prywatne
Był trzykrotnie żonaty. Ma dwójkę dzieci: syna Piotra i córkę Małgorzatę. Zmarł na nowotwór płuc w wieku 80 lat. Pochowany na cmentarzu komunalnym w Białej Podlaskiej.